# Charles H. Munro
Pour les articles homonymes, voir Charles Munro et Munro.
Charles Henry Munro (18 novembre 1837-6 février 1908) est un homme politique canadien de la Nouvelle-Écosse. Il est député provincial libéral-conservateur de la circonscription néo-écossaise de Pictou (en) de 1882 à 1890.

## Biographie
Né dans le West River (en) dans le comté de Pictou, Munro étudie à l'université Harvard.
Munro meurt à Westville dans le comté de Pictou en février 1908 à l'âge de 70 ans.